# Анагност Константин
Анагност Константин (XIII век, точные даты рождения и смерти неизвестны) — византийский народноязычный поэт.
Сведений о его жизни практически нет. Известно, что он жил на Кипре и, скорее всего, возглавлял местную нотариальную коллегию.
Наиболее известное его произведение — благодарственная поэма, обращённая к некому высокопоставленному секретарю (возможно, императорскому) по имени Константин. Поэма состоит из 92 так называемых «политических стихов» и написана необычным стихотворным размером, который сам автор в её тексте называет «полуямбом». Другое известное его произведение — поэма из 46 «политических стихов», адресованная, возможно, сыну или ученику. Это сочинение считается одновременно одним из первых памятников средневековой кипрской литературы и византийской народноязычной поэзии.